# Los Angeles Lakers 1993-1994
La stagione 1993-94 dei Los Angeles Lakers fu la 45ª nella NBA per la franchigia.
I Los Angeles Lakers arrivarono quinti nella Pacific Division della Western Conference con un record di 33-49, non qualificandosi per i play-off.

## Roster
| N° | Naz.                   | Ruolo | Sportivo       | Anno | Alt. | Peso |
| -- | ---------------------- | ----- | -------------- | ---- | ---- | ---- |
| 1  | Stati Uniti (bandiera) | G     | Anthony Peeler | 1969 | 193  | 94   |
| 3  | Stati Uniti (bandiera) | G     | Sedale Threatt | 1961 | 188  | 79   |
| 7  | Stati Uniti (bandiera) | A     | Trevor Wilson  | 1968 | 201  | 95   |
| 8  | Stati Uniti (bandiera) | GA    | Doug Christie  | 1970 | 198  | 91   |
| 9  | Stati Uniti (bandiera) | G     | Nick Van Exel  | 1971 | 185  | 77   |
| 12 | Jugoslavia (bandiera)  | C     | Vlade Divac    | 1968 | 216  | 110  |
| 18 | Stati Uniti (bandiera) | A     | Kurt Rambis    | 1958 | 203  | 97   |
| 23 | Stati Uniti (bandiera) | G     | Reggie Jordan  | 1968 | 193  | 88   |
| 26 | Stati Uniti (bandiera) | AC    | Danny Schayes  | 1959 | 211  | 107  |
| 30 | Stati Uniti (bandiera) | AC    | George Lynch   | 1970 | 203  | 99   |
| 31 | Stati Uniti (bandiera) | C     | Sam Bowie      | 1961 | 216  | 107  |
| 34 | Stati Uniti (bandiera) | G     | Tony Smith     | 1968 | 191  | 84   |
| 40 | Stati Uniti (bandiera) | AC    | Antonio Harvey | 1970 | 211  | 102  |
| 41 | Stati Uniti (bandiera) | C     | Elden Campbell | 1968 | 211  | 98   |
| 42 | Stati Uniti (bandiera) | AC    | James Worthy   | 1961 | 206  | 102  |
| 53 | Stati Uniti (bandiera) | C     | James Edwards  | 1955 | 213  | 102  |

## Staff tecnico
- Allenatori: Randy Pfund (27-37) (fino al 22 marzo), Bill Bertka (1-1) (dal 22 al 25 marzo)[1], Magic Johnson (5-11)
- Vice-allenatori: Bill Bertka (fino al 22 marzo e dal 25 marzo), Chet Kammerer, Larry Drew, Michael Cooper
- Preparatore atletico: Gary Vitti